# Glaucocharis lathonia
Glaucocharis lathonia là một loài bướm đêm trong họ Crambidae.